# The Mystery Method: How to Get Beautiful Women into Bed
The Mystery Method: How to Get Beautiful Women into Bed est une méthode de séduction écrite par Mystery.
Elle est considérée comme une référence incontournable dans le monde de la séduction.Interprétation abusive ?

## Le modèle M3
Le modèle M3 (Mystery Method Model) est divisé en trois phases logiques, un début, un milieu, une fin, qui sont à nouveau divisées en trois phases.
Les phases sont :
- A - "Attraction" : la phase d'attirance
  - A1 - Approach : l'abordage
  - A2 - Attracting the HB or Female-to-male Interest : amener la fille à montrer son intérêt
  - A3 - Male-to-Female Interest : l'homme montre son intérêt
- C - "Confort" : mise en confiance
  - C1 - Building rapport : construire un lien
  - C2 - Building emotional connection and physical connection : construire un lien affectif et physique
  - C3 - Intimacy : l'intimité
- S - "Seduction" : coucher avec la fille
  - S1 - Foreplay : préliminaire
  - S2 - LMR (Last Minute Resistance) : résistance de dernière minute
  - S3 - Sex : le sexe (phase non expliquée par la méthode)